# Climaciella cubana
Climaciella cubana is een insect uit de familie van de Mantispidae, die tot de orde netvleugeligen (Neuroptera) behoort. 
Climaciella cubana is voor het eerst wetenschappelijk beschreven door Enderlein in 1910.